# Стулов, Егор Семёнович
Стулов, Егор Семёнович (1777—1823) — один из лидеров партизанского движения во время Отечественной войны 1812 года, соратник Герасима Курина. Волостной старшина Вохонской (село Вохна — современный Павловский Посад) волости Богородского уезда Московской губернии.

## Деятельность
Когда французские части 3-го корпуса Великой армии маршала Нея в конце сентября заняли Богородск и стали высылать по окрестностям отряды для заготовки фуража и съестных припасов, в селе Вохне (Павлово тож) собрался Волостной сход. На сходе было решено сформировать крестьянский отряд самообороны, возглавить который поручили Курину, в то время как Стулов возглавил импровизированную кавалерию отряда (около 500 человек). После этого Курин и Стулов отправились на поклон к командующему Владимирским ополчением князю Борису Голицыну, который поддержал инициативу крестьян и выделил им в поддержку отряд из двадцати казаков.
Во главе партизан и казаков Курин и Стулов имели несколько столкновений с французами, отбивали захваченное продовольствие, захватывали пленных. За это Стулов был награждён Знаком отличия Военного ордена. Иногда встречаются ошибочные утверждения о присвоении ему почётного гражданства.